# Gladys Adda

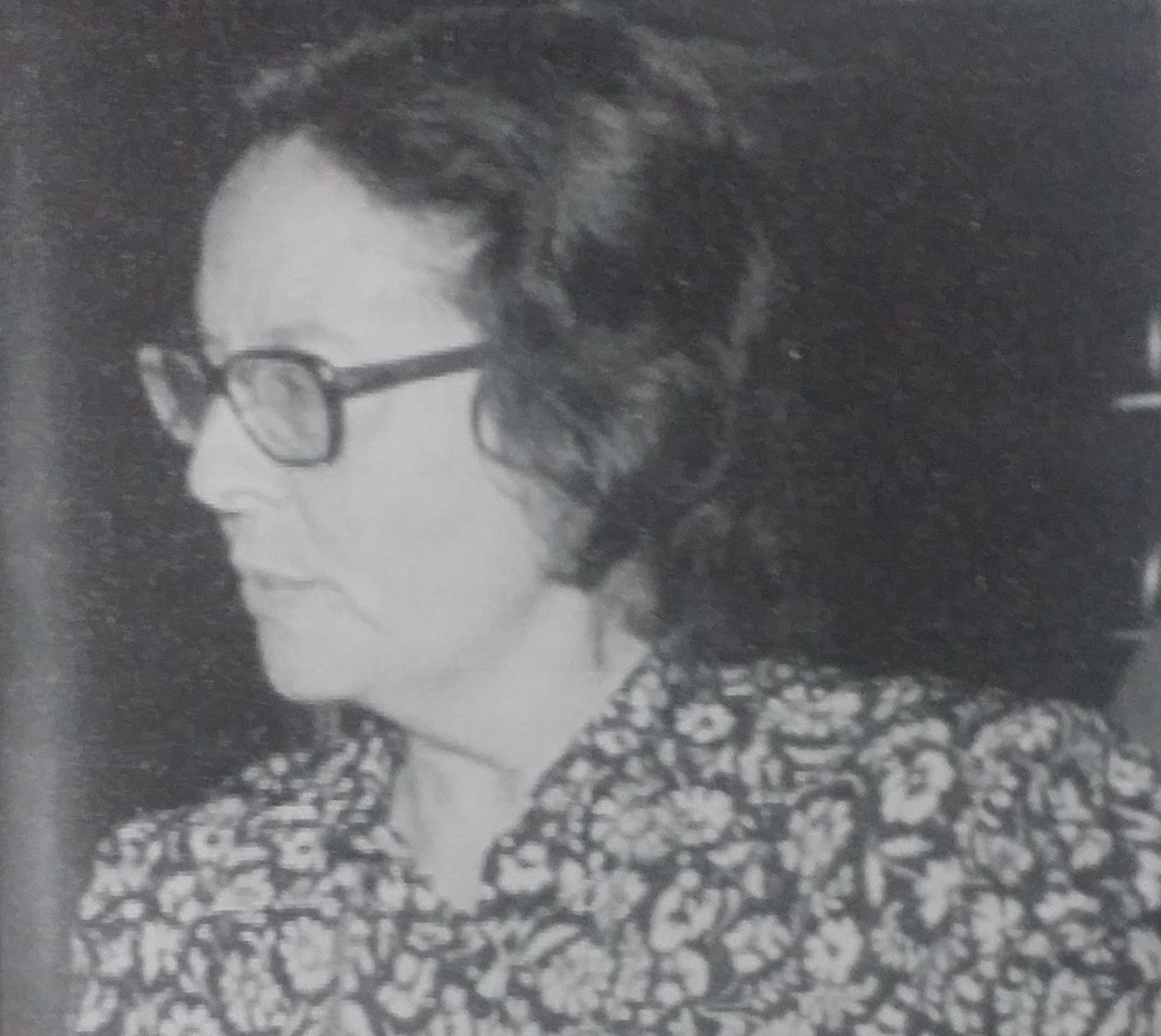
Gladys Adda

Gladys Adda (* 2. Juni 1921 in Gabès, Französisch-Nordafrika als Gladys Scialom; † 1995) war eine tunesische Frauenrechtsaktivistin und Journalistin. Sie ist besonders für ihren Aktivismus während des tunesischen Unabhängigkeitskampfes und ihr Engagement für eine Schulbildung für Mädchen bekannt geworden.

## Leben

### Jugend und Ausbildung
Gladdys Scialom wurde am 2. Juni 1921 in der südtunesischen Stadt Gabès geboren, damals Teil der französischen Kolonie Nordafrika. Ein Teil ihrer Familie waren nordafrikanische Juden, die ursprünglich in Batna (heute Algerien) lebten. Ihr Großvater mütterlicherseits hatte Französisch-Algerien verlassen, um im Gebiet des heutigen Tunesiens sein Glück zu versuchen, wo er unter anderem ein kleines Hotel eröffnete. Bereits Scialoms Mutter genoss eine Schulausbildung, was für damalige gesellschaftliche Verhältnisse sehr unüblich war. Umso mehr bestärkten ihre Eltern Gladys Adda darin, eine schulische Ausbildung zu durchlaufen.
Sie besuchte zunächst eine Grundschule für Mädchen, bevor sie an eine gemischte Sekundarschule für Jungen und Mädchen wechselte. Trotz der progressiven Einstellung ihrer Eltern musste sie im Alter von 15 Jahren ihre Ausbildung aufgeben und einen zwölf Jahre älteren Mann jüdischen Glaubens aus Gabès heiraten.

### Engagement im Unabhängigkeitskampf
Nach sieben Jahren Ehe entschied sich Gladys Scialom im Alter von 22 Jahren sich zu trennen, um nach Tunis zu ziehen und dort mit ihrer Freundin Bice Slama, ebenfalls eine politisch engagierte tunesische Jüdin, zusammenzuarbeiten. Zu dieser Zeit, von 1942 bis 1943, besetzten deutsche und italienische Streitkräfte Tunesien, bevor alliierte Kräfte diese zurückdrängten (siehe Französisch-Nordafrika im Zweiten Weltkrieg). Adda verteilte unter anderem Flugblätter gegen die deutsche Besatzung und gegen die Kolonialisierung Tunesiens im Allgemeinen. 1943 trat sie der tunesischen kommunistischen Partei bei, da sie sich verstärkt für Rechte der Frauen und Arbeiter sowie gegen den Faschismus engagieren wollte. Gemeinsam mit ihrer Freundin Slama verteilte sie auch Zeitungen an Arbeiter in Fabriken, um diese für die politische Situation zu sensibilisieren und für Arbeitskämpfe zu motivieren.
1944 gründete Scialom gemeinsam mit anderen Frauen die Union des Femmes de Tunisie (kurz UFT, deutsch Tunesische Frauenunion), die muslimische Tunesierin Nabiha Ben Miled wurde zur ersten Vorsitzenden gewählt. Zur gleichen Zeit lernte sie auch ihren zweiten Ehemann, Georges Adda, kennen, den sie später heiratete, dessen Namen annahm und mit dem sie Zwillinge hatte. Sensibilisiert für die Bedürfnisse einer Mutter und aufgrund ihrer politischen Einstellungen setzte sie sich in der UFT besonders für Schulbildung für Mädchen ein. In der sich verstärkenden antikolonialen Bewegung in Tunesien wurde Addas Ehemann zwischenzeitlich wegen seiner antikolonialen Aktivitäten inhaftiert. Das Ehepaar Adda galt als eines der politisch „prominentesten“ der tunesischen Unabhängigkeitsbewegung.
Nach der baldigen Unabhängigkeit Tunesiens im Jahr 1956 fokussierte sich die UFT verstärkt auf das Nachbarland Algerien – ebenfalls bis dato von Frankreich kolonisiert und besetzt – in dem ein brutaler Krieg zwischen der Kolonialmacht und algerischen Widerstandsgruppen stattfand. Adda und andere Frauen organisierten im Rahmen der UFT medizinische und finanzielle Unterstützung für algerische Frauen und Kinder.

### Nach der Unabhängigkeit
Die Unabhängigkeit Tunesiens veränderte auch Addas Leben. Zahlreiche Jüdinnen und Juden verließen das Land und migrierten entweder nach Frankreich oder in den neu gegründeten Staat Israel. Adda und ihr Ehemann verblieben jedoch in Tunesien, das sie als ihr Heimatland bezeichneten. Beruflich wechselte sie zur tunesischen Nationalbank (Banque Centrale de Tunisie), in der sie bis zu ihrem Ruhestand 1981 arbeitete. Politisch zog sich Adda aus der kommunistischen Partei zurück. Im Laufe ihres Lebens engagierte sich dennoch unter anderem für die tunesische Sektion der Menschenrechtsliga (Ligue des droits de l'Homme) und dozierte an Universitäten in Tunis.
Glady Adda starb 1995 im Alter von 74 Jahren; laut einem Zeitungsbericht soll sie ihren Körper nach dem Tod der Wissenschaft zur Verfügung gestellt haben. Ihr Ehemann, Georges Adda, verstarb 2008. Einer ihrer beiden Söhne, Serge Adda (1948–2004), war ein bekannter Geschäftsmann Tunesiens und Präsident des Fernsehsenders TV5 Monde.

## Bibliographie
- Souad Triki: Gladys Adda: 'Je reste Optimiste', S. 51–77, in: Habib Kazdaghli (Hrsg.): Mémoire de femmes: Tunisiennes dans la vie publique, 1920–1960, Éditions Média Com, Tunis 1993